# Zaporoski Hajdamacki Pułk Konny im. Atamana Kosta Hordijenki
 Zaporoski Hajdamacki pułk konny im. Atamana Kosta Hordijenki – oddział kawalerii Armii Ukraińskiej Republiki Ludowej.

## Formowanie i zmiany organizacyjne
Pułk został sformowany pod koniec 1917 przez płk. Wsewołoda Petriwa na Froncie Zachodnim. W styczniu 1920 większość żołnierzy pułku została rozbrojona przez atamana Omeliana Wołocha, który przeszedł na stronę bolszewików. 
W wyniku rozmów atamana Symona Petlury z naczelnikiem państwa i zarazem naczelnym wodzem wojsk polskich Józefem Piłsudskim prowadzonych w grudniu 1919, ten ostatni wyraził zgodę na tworzenie ukraińskich jednostek wojskowych w Polsce.
Jego odtwarzanie rozpoczęło się w ramach 6 Dywizji Strzelców. Rozmieszczone w twierdzy brzeskiej sotnie kawalerii 46. i 47. kurenia piechoty 31 marca zostały połączone w samodzielną sotnię kawalerii dywizyjnej. Z oficerów, którzy nie otrzymali stanowisk w sotni, zorganizowano specjalną szkołę kawalerii. Po zakończeniu przyspieszonego szkolenia bojowego sotnia wraz ze sztabem 6 Dywizji Strzelców 23 kwietnia wyjechała z Brześcia do Berdyczowa. Wkrótce główne siły dywizji przemieściły się do Kijowa, a sotnia pozostała w Berdyczowie, gdzie 18 maja a została przekształcona w kureń kawalerii w składzie dwóch sotni kawalerii i jednej półsotni karabinów maszynowych. W pierwszej połowie czerwca 1920, w kureniu sformowano zbiorczą sotnię kawalerii pod dowództwem por. Wołodymyra Wasyliewa i wysłano do polsko-ukraińskiego oddziału partyzanckiego.
Po tej reorganizacji 6 kureń konny wykorzystywany był do walk jako sotnia piechoty. 29 lipca ze swojego stanu osobowego, a także z ordynansów sztabu dywizji, kureń uformował samodzielną półsotnię kawalerii.
W październiku Armia URL przeprowadziła mobilizację. W jej wyniku liczebność jej oddziałów znacznie wzrosła. W związku z podpisaniem przez Polskę układu o zawieszeniu broni na froncie przeciwbolszewickim, od 18 października  wojska ukraińskie zmuszone były prowadzić działania zbrojne samodzielnie.
4 listopada z rozkazu Naczelnego Dowództwa Sił Zbrojnych URL nr 103 jednostka otrzymała nazwę – 6 Kureń Konny im. Atamana Kosta Hordijenki. Legalność nadania tego miana 6 kureniowi podważał organizator pułku konnego gen. Wsewołod Petriw. Stwierdził, że ani on, ani żaden inny z weteranów pułku nie udzielił na to zgody. Protesty nie zostały uwzględnione, a kureń istniał do 29 października 1922, kiedy zgodnie z rozkazem nr 32 dowództwa 6 Siczowej Dywizji Strzelców został on przekształcony w 6 zbiorczą sotnię konną.

## Żołnierze oddziału
| Dowódcy jednostki          |                             |       |
| Stopień, imię i nazwisko   | Okres pełnienia służby      | Uwagi |
| por. Wołodymyr Wasiliew    | 31 III - 4 IV               |       |
| ppłk Mykoła Janczewskyj    | 4 IV - 24 V i 28 VI - 25 IX |       |
| por. Mykoła Kurdyban       | 24 V - 28 VI                |       |
| por. Wołodymyr Herasymenko | 25 IX - koniec wojny        |       |